# Nīca kommun
Nīcas novads (lettiska: Nīcas Novads) var en kommun i Lettland. Den låg i den västra delen av landet, 200 km väster om huvudstaden Riga. Antalet invånare var 3 858. Arean var 351 kvadratkilometer.
2021 slogs kommunen samman med Södra Kurzeme kommun.
Följande samhällen fanns i Nīcas novads:
- Nīca
- Pērkone